# Valerie Taeldeman
Valerie Taeldeman (Eeklo, 27 december 1975) is een Belgisch politica voor de CD&V.

## Levensloop
Valerie Taeldeman behaalde een licentie politieke en sociale wetenschappen. Ze studeerde in 1997 af aan de Rijksuniversiteit Gent, waar ze in 1999 tevens een diploma in Europese relaties behaalde. Ze werkte van 1999 tot 2004 als parlementair medewerker van Johan De Roo, ondervoorzitter van het Vlaams Parlement, en van 2004 tot 2009 als kabinetsmedewerker van Yves Leterme en Kris Peeters, ministers-presidenten van de Vlaamse Regering.
Sinds januari 2001 is ze voor CD&V gemeenteraadslid van Maldegem, waar ze van januari 2007 tot december 2018 schepen was. Ze had als schepen de bevoegdheden woonbeleid, grondbeleid en ruimtelijke ordening, stedenbouw en huisvesting, jeugd, gezin en kinderopvang, speelpleinwerking, emancipatie en gelijke kansenbeleid en drugspreventie. Na de gemeenteraadsverkiezingen van oktober 2018 belandde CD&V in de Maldegemse oppositie, tot de partij in februari 2022 na de indiening van een motie van wantrouwen tegen het vorige gemeentebestuur opnieuw in de bestuursmeerderheid kwam. Taeldeman werd vervolgens voorzitter van het Bijzonder comité voor de sociale dienst, de vroegere OCMW-raad, en schepen voor Sociale Zaken en Landbouw. Na de gemeenteraadsverkiezingen van oktober 2024 bleef ze voorzitter van het Bijzonder comité voor de sociale dienst en werd ze tevens schepen voor Sociale Zaken,  Armoedebeleid, Woonbeleid en Huisvesting.
Na de rechtstreekse Vlaamse verkiezingen van 7 juni 2009 volgde ze midden juli 2009 Vlaams minister Joke Schauvliege op als Vlaams Parlementslid voor de kieskring Oost-Vlaanderen. Ook na de volgende Vlaamse verkiezingen van 25 mei 2014 bleef ze Vlaams Parlementslid. In het Vlaams Parlement was ze van 2009 tot 2019 vast lid van de commissie voor Leefmilieu, Natuur en Ruimtelijke Ordening en zetelde ze van 2014 tot 2019 eveneens in de commissie Wonen, Gelijke Kansen en Armoedebestrijding.
In februari 2019 werd ze door haar partij als deelstaatsenator naar de Senaat gestuurd ter opvolging van Peter Van Rompuy, die de CD&V-fractie in het Vlaams Parlement ging leiden. Datzelfde jaar raakte ze niet herkozen bij de Vlaamse verkiezingen. 
Na afloop van haar parlementaire loopbaan werd Taeldeman in 2019 leerkracht voor anderstalige Okan-leerlingen in het College ten Doorn in Eeklo. Daarnaast volgde ze van 2020 tot 2021 een educatieve master in de maatschappijwetenschappen aan de Universiteit Gent.